# エキスパート (ゲーム)
『エキスパート』（EXPERT）とは、1996年に日本物産（ニチブツ）から発売されたファーストパーソン・シューティングゲームである。

## 概要
選び抜かれたプロの少数精鋭特殊部隊の隊員として、テロリストに占拠された100階建てのビルに潜入し、ミッションをこなしながら進んでいく、シューティングゲームです。『DOOM』で一世を風靡したファーストパーソン・シューティングゲーム（FPS）の一作品として制作された。日本製では珍しく人間が敵のFPSである。
基本的な行動となるのは、敵から捕らわれている人質を救出すること。ゲーム中に呼び出せるサブ画面では、アイテム、武器、マップを表示する事ができる。各ステージの最初に、仲間が用意した武器を選択する事ができる。間違った武器を選択すると攻略が困難になる。

## 登場人物
工藤たくや（26歳）
主人公。
赤城秀一（44歳）
防衛庁極秘機関 (EXPERT部隊)の隊長。殺人術のエキスパート。
尾崎洋介（29歳）
元プログラマー。爆弾処理のエキスパート。
香取雅彦（27歳）
銃火器に対する愛着が人一倍強い、武器補給支援のエキスパート。
玉城　健（26歳）
主人公の同僚。戦闘員のエキスパート。
後藤信博（52歳）
長官。EXPERT部隊の最高責任者。数々の難事件を解決するエキスパート。